# Halowe Mistrzostwa Europy w Lekkoatletyce 2005
Halowe Mistrzostwa Europy w Lekkoatletyce 2005 rozegrano w Madrycie w dniach 4-6 marca 2005.

## Klasyfikacja medalowa
| Pozycja | Państwo         | Złoto | Srebro | Brąz | Razem |
| ------- | --------------- | ----- | ------ | ---- | ----- |
| 1.      | Rosja           | 9     | 2      | 6    | 17    |
| 2.      | Szwecja         | 3     | 1      | 1    | 5     |
| 3.      | Francja         | 2     | 1      | 1    | 4     |
| 4.      | Irlandia        | 2     | 0      | 0    | 2     |
| 5.      | Hiszpania       | 1     | 6      | 5    | 12    |
| 6.      | Wielka Brytania | 1     | 4      | 1    | 6     |
| 7.      | Polska          | 1     | 3      | 2    | 6     |
| 8.      | Ukraina         | 1     | 2      | 3    | 6     |
| 9.      | Rumunia         | 1     | 2      | 1    | 4     |
| 10.     | Białoruś        | 1     | 1      | 0    | 2     |
| 11.     | Niemcy          | 1     | 0      | 5    | 6     |
| 12.     | Bułgaria        | 1     | 0      | 1    | 2     |
| 13.     | Belgia          | 1     | 0      | 0    | 1     |
| 13.     | Czechy          | 1     | 0      | 0    | 1     |
| 13.     | Dania           | 1     | 0      | 0    | 1     |
| 13.     | Portugalia      | 1     | 0      | 0    | 1     |
| 17.     | Austria         | 0     | 2      | 1    | 3     |
| 17.     | Grecja          | 0     | 2      | 1    | 3     |
| 19.     | Holandia        | 0     | 1      | 1    | 2     |
| 20.     | Włochy          | 0     | 1      | 0    | 1     |

## Wyniki zawodów

### Mężczyźni

#### Konkurencje biegowe
| Konkurencja        | Złoto                                                                | Złoto      | Srebro                                                                                 | Srebro  | Brąz                                                                                    | Brąz    |
| ------------------ | -------------------------------------------------------------------- | ---------- | -------------------------------------------------------------------------------------- | ------- | --------------------------------------------------------------------------------------- | ------- |
| 60 m               | Jason Gardener · Wielka Brytania                                     | 6,55       | Ronald Pognon · Francja                                                                | 6,62    | Konstantin Wasiukow · Ukraina                                                           | 6,62    |
| 200 m              | Tobias Unger · Niemcy                                                | 20,53      | Chris Lambert · Wielka Brytania                                                        | 20,69   | Marcin Urbaś · Polska                                                                   | 21,04   |
| 400 m              | David Gillick · Irlandia                                             | 46,30      | David Canal · Hiszpania                                                                | 46,64   | Sebastian Gatzka · Niemcy                                                               | 46,88   |
| 800 m              | Dmitrij Bogdanow · Rosja                                             | 1:48,61    | Antonio Manuel Reina · Hiszpania                                                       | 1:48,76 | Juan de Dios Jurado · Hiszpania                                                         | 1:49,11 |
| 1500 m             | Iwan Heszko · Ukraina                                                | 3:36,70 CR | Juan Carlos Higuero · Hiszpania                                                        | 3:37,98 | Reyes Estévez · Hiszpania                                                               | 3:38,90 |
| 3000 m             | Alistair Ian Cragg · Irlandia                                        | 7:46,32    | John Mayock · Wielka Brytania                                                          | 7:51,46 | Reyes Estévez · Hiszpania                                                               | 7:51,65 |
| 60 m ppł           | Ladji Doucouré · Francja                                             | 7,50       | Felipe Vivancos · Hiszpania                                                            | 7,61    | Robert Kronberg · Szwecja                                                               | 7,65    |
| sztafeta 4 × 400 m | Francja · Richard Maunier · Remi Wallard · Brice Panel · Marc Raquil | 3:07,90    | Wielka Brytania · Dale Garland · Daniel Cossins · Richard Davenport · Gareth Warburton | 3:09,53 | Rosja · Andriej Połukiejew · Aleksander Usow · Dmitrij Forszew · Aleksander Borszczenko | 3:09,63 |

#### Konkurencje techniczne
| Konkurencja    | Złoto                          | Złoto | Srebro                       | Srebro | Brąz                         | Brąz  |
| -------------- | ------------------------------ | ----- | ---------------------------- | ------ | ---------------------------- | ----- |
| skok wzwyż     | Stefan Holm · Szwecja          | 2,40  | Jarosław Rybakow · Rosja     | 2,38   | Paweł Fomienko · Rosja       | 2,32  |
| skok o tyczce  | Igor Pawłow · Rosja            | 5,90  | Denys Jurczenko · Ukraina    | 5,85   | Tim Lobinger · Niemcy        | 5,80  |
| skok w dal     | Joan Lino Martínez · Hiszpania | 8,37  | Bogdan Țăruș · Rumunia       | 8,14   | Wołodymir Ziuskow · Ukraina  | 7,99  |
| trójskok       | Igor Spasowchodski · Rosja     | 17,20 | Mykoła Sawołajnen · Ukraina  | 17,01  | Aleksandr Pietrienko · Rosja | 16,98 |
| pchnięcie kulą | Joachim Olsen · Dania          | 21,19 | Rutger Smith · Holandia      | 20,79  | Manuel Martínez · Hiszpania  | 20,51 |
| siedmiobój     | Roman Šebrle · Czechy          | 6232  | Aleksandr Pogoriełow · Rosja | 6111   | Roland Schwarzl · Austria    | 6064  |

### Kobiety

#### Konkurencje biegowe
| Konkurencja        | Złoto                                                                                | Złoto      | Srebro                                                                         | Srebro  | Brąz                                                                                | Brąz    |
| ------------------ | ------------------------------------------------------------------------------------ | ---------- | ------------------------------------------------------------------------------ | ------- | ----------------------------------------------------------------------------------- | ------- |
| 60 m               | Kim Gevaert · Belgia                                                                 | 7,16       | Yeoryía Koklóni · Grecja                                                       | 7,18    | María Karastamáti · Grecja                                                          | 7,25    |
| 200 m              | Iwet Łałowa · Bułgaria                                                               | 22,91      | Karin Mayr-Krifka · Austria                                                    | 22,94   | Jacqueline Poelman · Holandia                                                       | 23,42   |
| 400 m              | Swietłana Pospiełowa · Rosja                                                         | 50,41      | Swiatłana Usowicz · Białoruś                                                   | 50,55   | Irina Rosichina · Rosja                                                             | 52,05   |
| 800 m              | Larisa Chżao · Rosja                                                                 | 1:59,97    | Mayte Martínez · Hiszpania                                                     | 2:00,52 | Natalia Cyganowa · Rosja                                                            | 2:01,62 |
| 1500 m             | Elena Iagăr · Rumunia                                                                | 4:03,09    | Corina Dumbrăvean · Rumunia                                                    | 4:05,88 | Hind Dehiba · Francja                                                               | 4:07,20 |
| 3000 m             | Lidia Chojecka · Polska                                                              | 8:43,76    | Susanne Pumper · Austria                                                       | 8:47,74 | Sabrina Mockenhaupt · Niemcy                                                        | 8:47,76 |
| 60 m ppł           | Susanna Kallur · Szwecja                                                             | 7,80       | Jenny Kallur · Szwecja                                                         | 7,99    | Kirsten Bolm · Niemcy                                                               | 8,00    |
| sztafeta 4 × 400 m | Rosja · Tatjana Lewina · Julija Pieczonkina · Irina Rosichina · Swietłana Pospiełowa | 3:28,00 CR | Polska · Anna Pacholak · Monika Bejnar · Marta Chrust-Rożej · Małgorzata Pskit | 3:29,37 | Wielka Brytania · Melanie Purkiss · Donna Fraser · Catherine Murphy · Lee McConnell | 3:29,82 |

#### Konkurencje techniczne
| Konkurencja    | Złoto                         | Złoto        | Srebro                            | Srebro    | Brąz                                            | Brąz      |
| -------------- | ----------------------------- | ------------ | --------------------------------- | --------- | ----------------------------------------------- | --------- |
| skok wzwyż     | Anna Cziczerowa · Rosja       | 2,01         | Ruth Beitia · Hiszpania           | 1,99      | Wenelina Wenewa · Bułgaria                      | 1,97      |
| skok o tyczce  | Jelena Isinbajewa · Rosja     | 4,90 WR      | Anna Rogowska · Polska            | 4,75      | Monika Pyrek · Polska                           | 4,70      |
| skok w dal     | Naide Gomes · Portugalia      | 6,70         | Stiliani Pilatu · Grecja          | 6,64      | Adina Anton · Rumunia · Bianca Kappler · Niemcy | 6,59 6,53 |
| trójskok       | Wiktorija Gurowa · Rosja      | 14,74        | Magdelín Martínez · Włochy        | 14,54     | Carlota Castrejana · Hiszpania                  | 14,45     |
| pchnięcie kulą | Nadzieja Astapczuk · Białoruś | 19,37        | Krystyna Zabawska · Polska        | 18,96     | Olga Riabinkina · Rosja                         | 18,83     |
| pięciobój      | Carolina Klüft · Szwecja      | 4948 pkt. CR | Kelly Sotherton · Wielka Brytania | 4733 pkt. | Natala Dobrynśka · Ukraina                      | 4667 pkt. |

## Objaśnienia skrótów
WR – rekord świata
CR – rekord mistrzostw Europy